# Psoralea tenuissima
Psoralea tenuissima là một loài thực vật có hoa trong họ Đậu. Loài này được E.Mey. miêu tả khoa học đầu tiên.